# Monumento histórico catalogado de Texas (RTHL)
Recorded Texas Historic Landmark (RTHL) es una designación legal otorgada por la Comisión Histórica de Texas para sitios de importancia histórica y arquitectónica en el estado estadounidense de Texas. La compra y exhibición de un marcador histórico es un componente requerido del proceso de designación RTHL. Los propietarios de estructuras designadas como RTHL deben avisar con 60 días de antelación antes de realizar cualquier modificación en el exterior de la estructura. Los cambios que no sean armónicos pueden resultar en la eliminación de la designación y el marcador histórico.  Más de 3.600 estructuras RTHL están repartidas por todo el estado. 

## Criterios
La Comisión Histórica tejana otorga la designación RTHL a los edificios que se consideran dignos de preservación según sus méritos arquitectónicos e históricos.
- Antigüedad: Los edificios u otras estructuras históricas de más de cincuenta años pueden designados RTHL. Las estructuras de más de 50 años que hayan sido modificadas pueden ser designadas si han transcurrido al menos cincuenta años de las modificaciones y ellas tuvieron lugar durante un período significativo de la historia de la estructura.
- Importancia histórica: La importancia histórica de una estructura debe establecerse mediante documentación escrita y fotográfica.
- Integridad arquitectónica: se considera la integridad arquitectónica de la estructura, junto con las personas o eventos históricos asociados con ella. La estructura debe ser un modelo ejemplar de preservación y mantener su apariencia de su período de importancia histórica. La designación RTHL no se otorga si la estructura se ha modificado en los últimos 50 años o si las características arquitectónicas históricas se han ocultado en el mismo período. [1]